# Lob der Vokale
Lob der Vokale ist ein 1934 erstmals erschienenes, sprachwissenschaftliches Essay von Ernst Jünger.

## Inhalt und Stil
Die Abhandlung bearbeitet Laute, deren Kombinationen und deren Bedeutungen. Dafür analysiert Jünger einerseits Passagen aus berühmten Gedichten (etwa von Goethe, Schiller und Trakl) und stellt anderseits eigene Überlegungen vor.
Oft werden Verbindungen zu Themen weit jenseits der Phonologie und der Semantik hergestellt, wobei der Autor sich unter anderem auf nicht empirische Quellen, wie etwa auf eigene traumartige Einblicke und Erkenntnisse aus diesen bezieht.

## Kritik und Eigenbewertung
Aphorismen verstärken die esoterischen bis pseudowissenschaftlichen Züge des Textes, wofür dieser auch kritisiert wird. So schrieb der Germanist Peter Wapnweski in einem Beitrag in der Zeit paraliptisch über Lob der Vokale etwa, dass
„[…] diese dilettierenden Absurditäten anzuprangern allzu billig wäre.“
Ob man den Text  überhaupt als "(sprach-)wissenschaftlich" lesen sollte, ist fraglich. So bezeichnet Adrian Widmann die Analysen Jüngers in seinem umfassenden Kommentar als "kleinteilige, der Philologie nahen Sprachbetrachtungen".

Jünger selbst bewertet seine Arbeit in einem "Hinweis" in derselben wie folgt:
„Persönlich ist mir diese Arbeit vor allem wertvoll als ein Nachweis, daß auch in einem Zeitalter, in dem das Mosaik der Wissenschaften fast lückenlos den Boden deckt, sich Zusammenhänge erschließen lassen, die vom Stande der wissenschaftlichen Feststellung ganz unabhängig sind.“

## Ausgaben
- Ernst Jünger: Lob der Vokale, Werkstatt für Buchdruck / Eggebrecht-Presse, Mainz, 1937
- Ernst Jünger, Peter Schifferli (Hrsg.): Lob der Vokale, Die Arche, Zürich, 1954
- Ernst Jünger, Peter Schifferli (Hrsg.): Lob der Vokale, Die Arche, Zürich, 1979, ISBN 978-3-7160-1665-7.
- Ernst Jünger: Sämtliche Werke, Band 12 Essays VI: Fassungen I, Klett-Cotta, Stuttgart, 2. Auflage, 2004, ISBN 978-3-608-93482-3.